# It's Alright, It's OK
«It's Alright, It's OK» — перший сингл другого студійного альбому американської поп-співачки Ешлі Тісдейл — Guilty Pleasure. В США сингл вийшов 13 квітня 2009. Пісня написана Нікласом Моліндером, Йоякімом Перссоном, Йоханом Алькенасом та Девідом Яссі; спродюсована Нікласом Моліндером та Йоякімом Перссоном.

## Список композицій
Максі CD-сингл
1. «It's Alright, It's OK» (альбомна версія)—2:59
2. «Guilty Pleasure» (трек поза альбомом)—3:16
3. «It's Alright, It's OK» (клубний мікс Dave Audé)—6:58
4. «It's Alright, It's OK» (клубний мікс Johnny Vicious)—7:58
5. «It's Alright, It's OK» (розширене музичне відео)—3:15

2-трековий сингл
1. «It's Alright, It's OK» (альбомна версія)—2:59
2. «Guilty Pleasure» (трек поза альбомом)—3:16

Реміксовий міні-альбом
1. «It's Alright, It's OK» (версія для радіо Dave Audé)—3:57
2. «It's Alright, It's OK» (версія для радіо Johnny Vicious)—3:19
3. «It's Alright, It's OK» (версія для радіоVon Doom)—4:15

CD-сингл для Wal-Mart
1. «It's Alright, It's OK» (альбомна версія)—2:59
2. «It's Alright, It's OK» (розширене музичне відео)—3:15

## Музичне відео
Зйомки музичного відео проходили 24 березня 2009 в маєтку в Беверлі-Гіллз. Відеокліп зрежисований Скотом Спіром; роль колишнього хлопця виконує Адам Грегорі. Прем'єра музичного відео відбулася на MySpace та Entertainment Tonight. З 24 квітня по 28 травня відеокліп показували по 6,000 кінотеатрам США.

## Чарти
| Чарт (2009)                          | Місце |
| ------------------------------------ | ----- |
| Austrian Singles Chart               | 5     |
| Canada (Canadian Hot 100)            | 74    |
| Czech Airplay Chart                  | 37    |
| Eurochart Hot 100 Singles            | 38    |
| Finland Finnish Singles Chart        | 20    |
| Germany German Singles Chart         | 12    |
| Slovak Airplay Chart                 | 79    |
| Swedish Singles Chart                | 38    |
| Swiss Singles Chart                  | 30    |
| UK Singles (Official Charts Company) | 104   |
| Ukraine (FDR Pop Singles)            | 3     |
| U.S. Billboard Hot 100               | 99    |
| U.S. Billboard Hot Dance Club Play   | 19    |
| U.S. Billboard Pop 100               | 71    |

## Історія релізів
| Регіон    | Дата           | Лейбл                | Формат                         |
| --------- | -------------- | -------------------- | ------------------------------ |
| Канада    | 13 квітня 2009 | Warner Bros. Records | Цифрове завантаження, CD-сингл |
| США       | 14 квітня 2009 | Warner Bros. Records | Цифрове завантаження, CD-сингл |
| Іспанія   | 14 квітня 2009 | Warner Bros. Records | Цифрове завантаження, CD-сингл |
| Чилі      | 14 квітня 2009 | Warner Bros. Records | Цифрове завантаження           |
| Угорщина  | 15 квітня 2009 | Warner Bros. Records | Цифрове завантаження, CD-сингл |
| Франція   | 16 квітня 2009 | Warner Bros. Records | Цифрове завантаження, CD-сингл |
| Німеччина | 16 травня 2009 | Warner Bros. Records | Цифрове завантаження, CD-сингл |
| Британія  | 14 квітня 2009 | Warner Bros. Records | Цифрове завантаження, CD-сингл |